# Antonio Spagnoli
Antonio Spagnoli (* 16. April 1849 in Reviano, Gemeinde Isera; † 19. März 1932 ebenda) war ein Trentiner Bildhauer.

## Leben und Werk

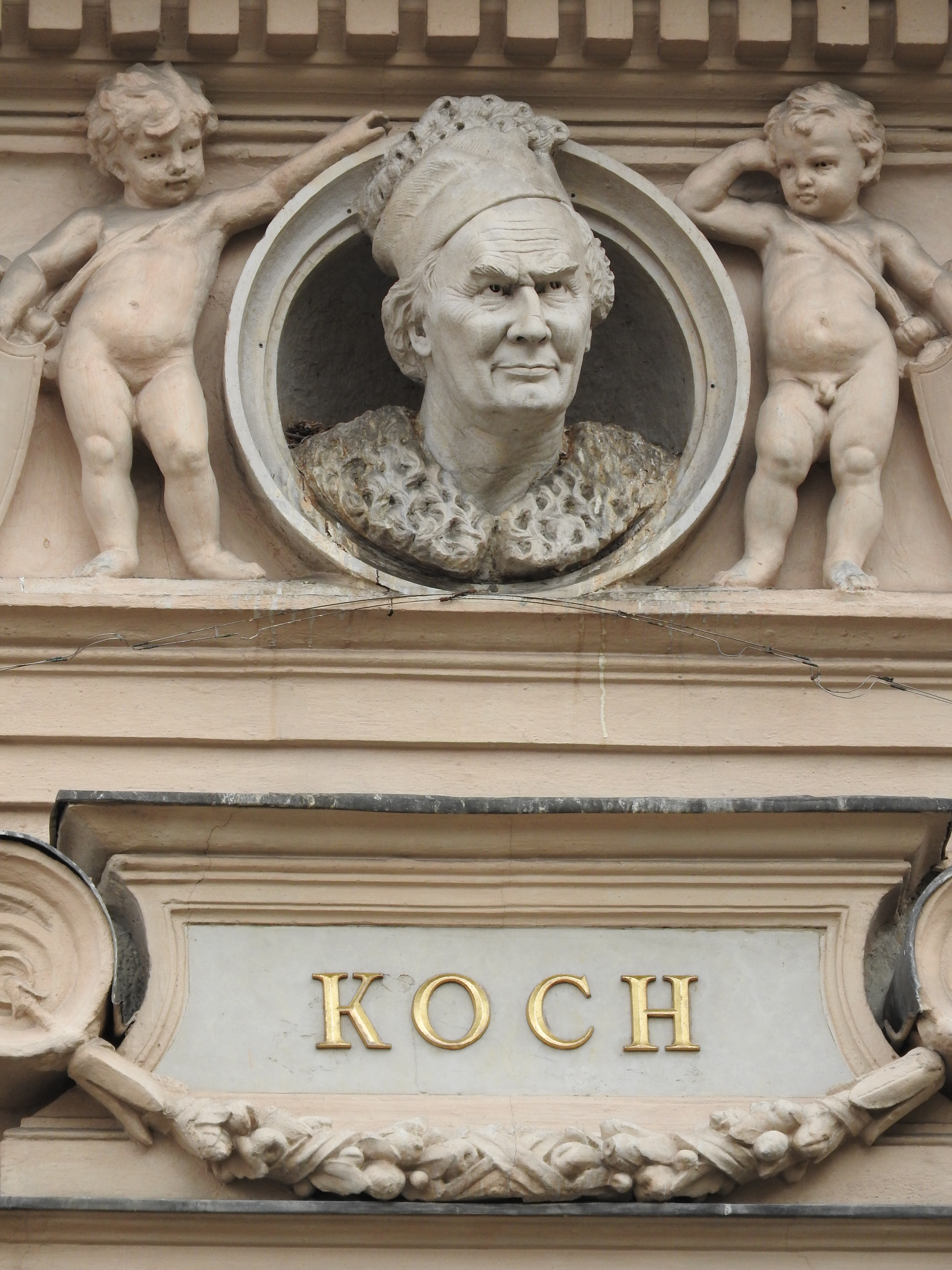
Büste Joseph Anton Kochs an der Fassade des Ferdinandeums

Antonio Spagnoli erhielt den ersten Zeichenunterricht 1868/1869 in Rovereto. 1873 zog er nach Mailand, wo er zunächst eine Lehre beim Bildhauer Antonio Tantardini begann und anschließend die Accademia di Belle Arti di Brera besuchte. Ab 1876 studierte er für zwei Jahre an der Accademia di Belle Arti in Florenz und ein Jahr am Regio Istituto di Belle Arti in Rom. 
Nach ersten Aufträgen in Rovereto übersiedelte er 1882 nach Innsbruck, wo er mit der künstlerischen Gestaltung der Fassade des aufgestockten Tiroler Landesmuseums Ferdinandeum betraut wurde. Er schuf dafür Porträtbüsten von Tiroler Künstlern, Dichtern und Wissenschaftlern sowie Dekorationselemente in Marmor und Terrakotta. Die Giebelgruppe der Tyrolia fertigte er 1887–1889 nach einem Entwurf von Joseph Gasser von Valhorn.
1892 kehrte er nach Isera zurück, wo er für kirchliche und private Auftraggeber tätig war. 
Spagnoli schuf Statuen, unter anderem für Kirchen in Rovereto, Arco, Serravalle, und Isera, Porträtbüsten sowie Grabdenkmäler, unter anderem in Innsbruck, Rovereto, Mori, Sacco und Isera. Sein bevorzugtes Material waren Marmor aus Carrara und roter Veroneser Marmor.